# Olympische Sommerspiele 2004/Teilnehmer (Nigeria)
| Gelbes Symbol für Goldmedaillen mit stilisierten Olympischen Ringen | Graues Symbol für Silbermedaillen mit stilisierten Olympischen Ringen | Braundes Symbol für Bronzemedaillen mit stilisierten Olympischen Ringen |
| ------------------------------------------------------------------- | --------------------------------------------------------------------- | ----------------------------------------------------------------------- |
| —                                                                   | —                                                                     | 2                                                                       |

Nigeria nahm an den Olympischen Sommerspielen 2004 in der griechischen Hauptstadt Athen mit 70 Sportlern, 46 Frauen und 24 Männern, teil.

## Medaillengewinner
Mit zwei gewonnenen Bronzemedaillen belegte das Team Platz 68 im Medaillenspiegel.

### Bronze
| Name(n)                                                    | Sportart       | Wettkampf     |
| ---------------------------------------------------------- | -------------- | ------------- |
| Olusoji Fasuba, Uchenna Emedolu, Aaron Egbele & Deji Aliu  | Leichtathletik | 4 × 100 Meter |
| James Godday, Musa Audu, Saul Weigopwa & Enefiok Udo-Obong | Leichtathletik | 4 × 400 Meter |

## Teilnehmer nach Sportarten

### Basketball
- Frauenteam
11. Platz

- Kader
Mobolaji Akiode
Joanne Aluka
Mactabene Amachree
Umoh Itoro
Nguveren Iyorhe
Aisha Mohamed
Juliana Negedu
Linda Ogugua
Taiwo Rafiu
Rashidat Sadiq
M’fon Udoka
Ugo Oha

### Boxen
- Effiong Okon
Halbfliegengewicht: 17. Platz

- Nestor Bolum
Bantamgewicht: 5. Platz

- Muideen Ganiyu
Federgewicht: 5. Platz

- Ahmed Sadiq
Leichtgewicht: 17. Platz

- Isaac Ekpo
Halbschwergewicht: 17. Platz

- Emmanuel Izonritei
Schwergewicht: 9. Platz

- Gbenga Oluokun
Superschwergewicht: 9. Platz

### Fußball
- Frauenteam
6. Platz

- Kader
Precious Dede
Felicia Eze
Faith Ikidi
Yinka Kudaisi
Chima Nwosu
Efioanwan Ekpo
Maureen Mmadu
Perpetua Nkwocha
Stella Mbachu
Mercy Akide
Vera Okolo
Ajuma Ameh
Rita Nwadike
Blessing Igbojionu
Akudo Sabi
Nkechi Egbe

### Gewichtheben
- Blessed Udoh
Frauen, Klasse bis 48 Kilogramm: 7. Platz

- Franca Gbodo
Frauen, Klasse bis 58 Kilogramm: 10. Platz

### Judo
- Chukwuemeka Onyemachi
Schwergewicht: 2. Runde

- Catherine Ewa Ekuta
Frauen, Leichtgewicht: Viertelfinale

### Leichtathletik
- Uchenna Emedolu
100 Meter: Halbfinale
4 × 100 Meter: Bronze

- Deji Aliu
100 Meter: Viertelfinale
4 × 100 Meter: Bronze

- Saul Weigopwa
400 Meter: Halbfinale
4 × 400 Meter: Bronze

- Olusoji Fasuba
4 × 100 Meter: Bronze

- Aaron Egbele
4 × 100 Meter: Bronze

- James Godday
4 × 400 Meter: Bronze

- Saul Weigopwa
4 × 400 Meter: Bronze

- Enefiok Udo-Obong
4 × 400 Meter: Bronze

- Mercy Nku
Frauen, 100 Meter: Viertelfinale
Frauen, 4 × 100 Meter: 7. Platz

- Endurance Ojokolo
Frauen, 100 Meter: Viertelfinale
Frauen, 4 × 100 Meter: 7. Platz

- Mary Onyali-Omagbemi
Frauen, 200 Meter: Viertelfinale

- Gloria Kemasuode
Frauen, 4 × 100 Meter: 7. Platz

- Damola Osayomi
Frauen, 4 × 100 Meter: 7. Platz

- Ngozi Nwokocha
Frauen, 4 × 400 Meter: Vorläufe

- Gloria Amuche Nwosu
Frauen, 4 × 400 Meter: Vorläufe

- Halimat Ismaila
Frauen, 4 × 400 Meter: Vorläufe

- Christy Ekpukhon
Frauen, 4 × 400 Meter: Vorläufe

### Ringen
- Fred Jessey
Weltergewicht, Freistil: 20. Platz

### Schwimmen
- Eric Williams
100 Meter Brust: 53. Platz

- Lenient Obia
Frauen, 100 Meter Rücken: 39. Platz

### Taekwondo
- Jacob Martins Obiorah
Klasse bis 80 Kilogramm: 11. Platz

- Chika Chukwumerije
Klasse über 80 Kilogramm: 11. Platz

- Princess Dudu
Frauen, Klasse über 67 Kilogramm: 11. Platz

### Tischtennis
- Monday Merotohun
Einzel: 33. Platz
Doppel: 25. Platz

- Segun Toriola
Einzel: 33. Platz
Doppel: 25. Platz

- Peter Akinlabi
Doppel: 17. Platz

- Kazeem Nosiru
Doppel: 17. Platz

- Funke Oshonaike
Frauen, Einzel: 33. Platz
Frauen, Doppel: 25. Platz

- Cecilia Otu Offiong
Frauen, Einzel: 33. Platz
Frauen, Doppel: 25. Platz

- Offiong Edem
Frauen, Doppel: 25. Platz

- Bose Kaffo
Frauen, Doppel: 25. Platz